# Леван Варшаломідзе

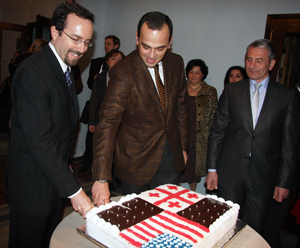
Леван Варшаломідзе з послом США Джоном Бассом в 2009 році

Леван Варшаломідзе (груз. ლევან ვარშალომიძე; нар. 17 січня 1972, Батумі, Аджарія) — грузинський політик і голова уряду Автономної Республіки Аджарія з 2004 до 2012. Вступив на посаду 20 липня 2004 року, після відставки Аслана Абашидзе, який у травні того ж року був вимушений виїхати з Батумі до Росії після багатотисячних мітингів з вимогою його відставки. Є представником партії «Єдиний національний рух». 12 березня 2020 року призначений на посаду Секретаря Національної інвестиційної ради Президентом України Володимиром Зеленським.

## Освіта і початок кар'єри
Варшаломідзе народився в Батумі. Закінчив зі ступенем в області права, в 1994 році, Київський державний університет, де подружився з таким ж грузинським студентом Міхеїлом Саакашвілі. Він отримав докторський ступінь в тій же установі в 1999 році і почав роботу в Міністерстві закордонних справ Грузії. У 2000 році, коли Саакашвілі був міністром юстиції Грузії, він запросив Варшаломідзе очолити одне з відділень мін'юсту. Після короткої праці в Міністерстві фінансів Грузії в 2002 році, він працював в приватному секторі. Після грузинської Революції троянд у листопаді 2003, після якої до влади прийшов Саакашвілі, Варшаломідзе був призначений директором Грузинської залізниці у січні 2004 року.

## Нагороди
- Президентський орден Сяйво (Грузія, 2012)[2]